# Бохотница
Бохотнѝца (на полски: Bochotnica; на идиш; באָכאָטניץ; на немски: Bochotnitza) е село в Източна Полша, Люблинско войводство, Пулавски окръг, община Кажимеж Долни.
Разположено е близо до десния бряг на река Висла. Отстои на 5,1 км североизточно от общинския център Кажимеж Долни, на 9,5 км южно от Пулави и на 54,7 км северозападно от Люблин.
Според Полския статистически институт, към 2011 г. селото има 1 069 жители.